# ワイズダン
ワイズダン（Wise Dan、2007年2月20日 - ）は、アメリカ合衆国で生産・調教された競走馬。

## 概要
2010年代の前半にアメリカの芝マイル路線で圧倒的な強さを誇り、"Titan Of The Turf"（芝の神）の異名を取った。2012年・2013年エクリプス賞年度代表馬、同最優秀古牡馬、同最優秀芝牡馬。

## 経歴
各競走の出典については競走成績の節を参照。

### 3歳（2010年）
モートン・フィンクというオーナーブリーダーによって生産され、チャールズ・ロプレスティ調教師に預けられる。ワイズダンが入厩した時には半兄のサクセスフルダンもロプレスティ厩舎に所属、前年にG3ノーザンダンサーステークスに勝利するなど活躍していた。サクセスフルダンはセン馬であったが、ワイズダンもデビューを前に去勢されていた。フィンクによると血統が平凡なため種牡馬としては価値が出にくいだろうと考えて去勢したということである。
2010年2月26日のターフウェイパーク競馬場の未勝利戦（AW6.5ハロン）でフェルナンド・デラクルーズを鞍上にデビュー。2番人気での出走でストレートで後続に差をつけて勝利したと思われたが、そこから失速して5着に敗れる。1ヶ月後、同じターフウェイパークでの未勝利戦（AW6ハロン）に鞍上をジョン・マッキーに代えて再び出走。今度は1番人気に応えて15馬身1/4差をつけてのぶっちぎりで勝利した。3戦目はチャーチルダウンズ競馬場に移って5月のオプショナルクレーミング（ダート6ハロン）。鞍上は兄サクセスフルダンにも騎乗していたジュリアン・ルパルーで1番人気を背負って3 1/2馬身差をつけての楽勝。
この後はしばらく休養に入り、10月・キーンランド競馬場のフェニックスステークス（AW6ハロン）を4戦目とした。鞍上はラファエル・ベハラーノ。1ヶ月前のヴィジルステークスに勝利していたハリウッドヒットが1番人気、サクセスフルダンが勝ったノーザンダンサーステークスの2着馬でこの年のカーターハンデキャップの勝ち馬ウォリアーズリウォードが2番人気、グレードレース初挑戦のワイズダンは4番人気だった。道中4番手で進み、直線に入って前を走るハリウッドヒットを徐々に追い詰め半馬身差し切ったところでゴール。
勢いに乗る陣営は11月、チャーチルダウンズで開催されるBCスプリント（ダート6ハロン）へワイズダンを出走させる。前走ヴォスバーグステークスに勝利してきたジローラモが1番人気、AGヴァンダービルトH・フォアゴーステークスとG1で2戦連続2着になっていたビッグドラマが2番人気、この年のビングクロスビーステークス・エイシェントタイトルステークスの勝ち馬スマイリングタイガーが3番人気・ワイズダンは9.7倍の6番人気だった。
レースはビッグドラマが逃げを打ち、ワイズダンは馬群中団で追走する。ストレートに入って最内から前を追いかけるが伸びず、後ろから来た馬にもかわされて6着に終わる。レースはビッグドラマがそのまま逃げ切った。
BCスプリント敗北後に11月末のオプショナルクレーミング（ダート8ハロン）に再びルパルーが騎乗して勝利。3歳シーズンを6戦4勝の成績で終えた。

### 4歳（2011年）
4歳シーズンは4月のコモンウェルスステークス（AW7ハロン）から始動。1番人気で挑んだものの2番人気で前年のBCダートマイル8着馬エイケナイトから5馬身差つけられての4着に完敗。続けて5月のアリシーバステークス（ダート8.5ハロン）に6番人気で挑んで前年のBCクラシック8着馬ファーストデュードから4馬身以上付けられての8着。立て直しを図って6月のオプショナルクレーミング（ダート7ハロン）に出走するが、これもまた4着に敗れる。
ここで初めて芝競走のファイアークラッカーHに騎手をジョン・コート（英語: John Court）に代えて出走。ワイズダンは6番人気まで人気を落としていたものの1番人気のディキシーステークス2着馬バリシニコフに2 3/4馬身付けてレコードタイム1:34.59で快勝。
その後、9月のプレスクアイルマイルS（AW8ハロン、リステッド）に勝利した後、10月のシャドウェルターフマイルステークスに出走。このレースには前年の勝者にしてエクリプス賞最優秀牡馬騸馬・同芝牡馬のジオポンティが出走しており、当然の1番人気。アイルランドから遠征してきた前年の愛フェニックスステークスの勝ち馬ゾファニーが2番人気、ワイズダンは6.5倍で3番人気。僅差の4番人気に前年のサンタアニタダービー勝ちのシドニーズキャンディがいた。レースはシドニーズキャンディが逃げ、ワイズダンは3番手・ジオポンティが4番手で進む。直線に入ってワイズダンはジオポンティと共に進出を図るが、伸びていくジオポンティに対してワイズダンはジリジリとしか差を詰められず、差し切ったジオポンティから1馬身1/2差の4着に敗れた。
シャドウェルターフマイル後、再び戦場をオールウェザーに騎手もルパルーに戻して初めての9ハロン戦となる10月末のファイエットステークス（AW 9ハロン）に出走。この年のスティーブンフォスターハンデキャップ2着馬ミッションインパジブルが1番人気、ワイズダンが2番人気。一般戦を勝ち上がってきたイオヤビッグタイムが3番人気、G1競走2勝馬ジェネラルクォーターズが4番人気だった。レースでは道中3・4番手で進み、4コーナーからスパートをかけてストレートで先頭に立つ。その後は差を広げていき、2着イオヤビッグタイムに4馬身差つけて完勝。グレードレース3勝目を挙げた。
さらに11月のG1クラークハンデキャップ（ダート 9ハロン）にジョン・ヴェラスケスを乗せて出走。以後、基本的に主戦騎手はヴェラスケスになる。ジョッキークラブ金杯勝ちのフラットアウトが123ポンドのトップハンデかつ1番人気、ワイズダンは5.5倍の2番人気で120ポンド、この年のベルモントステークス勝ちでBCクラシック5着馬のルーラーオンアイスが同じく2番人気・ハンデは118ポンド、ミッションインパジブルが4番人気で116ポンドだった。レースは8番人気ウィルズワイルドキャットが逃げ、ミッションインパジブルがそれに続く。ワイズダンは3番手でレースを進め、ストレートで先頭に立ち、そのまま差を広げてミッションインパジブルに3 3/4馬身差つけて完勝。G1初勝利を飾った。
ちなみに前年のこのレースで兄サクセスフルダンが1着入線しながら3着降着になっており、ロプレスティは「去年は本当にがっかりした。何故降着になるのか理解できなかったが、彼ら（裁定委員）の意見を尊重した。今年は降着しないようにすると冗談を言っていたら素晴らしい馬と共に夢が帰ってきた。」と言っている。
4歳シーズンは8戦4勝。クラークハンデの後にワイズダンは放牧に出されて休養に入った。

### 5歳（2012年）
5歳シーズンは4月のG3ベンアリステークス（AW9ハロン）から始動。ワイズダンは圧倒的な1番人気。レースはいつもとは違い早々に先頭に立ってストレートに入ったところで既に7馬身の差をつけていた。その後も差は開いていきガルフストリームパークターフハンデ3着馬ビッグブルーキトゥンに10馬身1/2差を付ける圧勝。タイムも1:46:43のレコードで、更にこのレースでのワイズダンのベイヤー指数117はオールウェザーでの記録としては歴代1位であった。
次走は6月のG1スティーブンフォスターハンデキャップ（ダート9ハロン）。ワイズダンは123ポンドのトップハンデながら1.9倍で断然1番人気。前年のケンタッキーダービー2着馬ネーロが118ポンドで2番人気、スキップアウェイステークス勝ち馬で後にこの年のBCクラシックに勝利するフォートラーンドが117ポンドで3番人気、ここまでグレードレース3連勝中のオルタネーションが122ポンドで4番人気だった。レースはいつものように3番手で進み、ストレートで逃げる7番人気のネイテスマインシャフトを追いかけるが、最内を進んできた5番人気ロンザグリークとの競り合いに首差敗れての2着に終わる。
この敗戦以降、ワイズダンの出走するレースはすべて芝のものとなる。
8月、サラトガ競馬場のG2フォースターデイヴハンデキャップに出走。ワイズダンは1番人気、シューメーカーマイルステークス5着馬コーポレートジャングルが2番人気、ワイズダンも出走した前年のシャドウェルターフマイル2着馬ゲットストーミーが3番人気。レースはゲットストーミーが逃げて、ワイズダンは3番手追走。ストレートに入ってゲットストーミーをかわして最後はコーポレートジャングルに5馬身差をつけての楽勝。
続けて9月カナダウッドバイン競馬場のG1ウッドバインマイルステークスに出走。ワイズダンは121ポンド・1.55倍の1番人気。イギリスから遠征してきたドバイデューティーフリー勝ち馬シティスケイプが123ポンドのトップハンデで2番人気、G2プレイザキングステークス勝ちのビッグバンドサウンドが121ポンドで3番人気、ここまでグレードレース2勝のハンターズベイが4番人気。レースはいつもの通り3番手で進み、4コーナーで先頭に立ってそのまま差を広げていきハンターズベイに3馬身1/4差をつけて勝利。

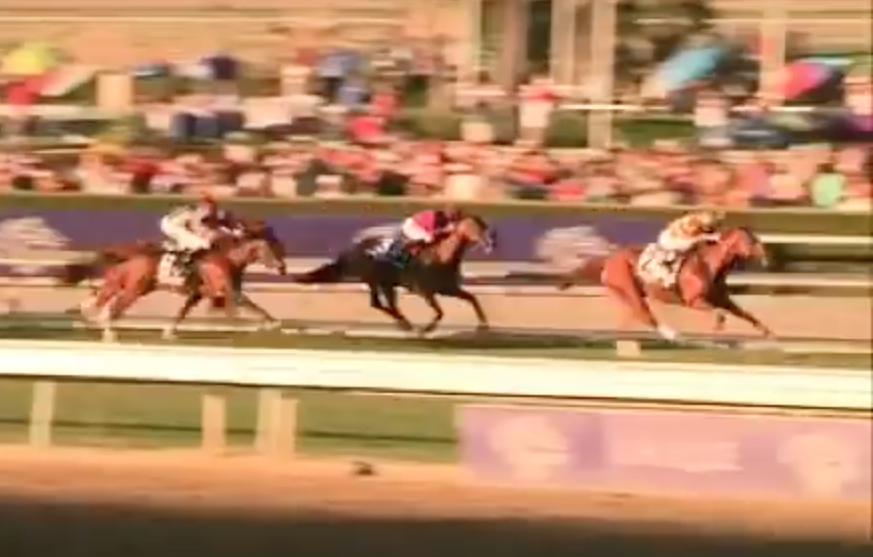
2012BCマイル　先頭を駆けるワイズダン

更に前年敗れたシャドウェルターフマイルに出走。ワイズダンは1.6倍の1番人気。この年のメーカーズ46マイルステークス勝ちのデータリンクが2番人気、アメリカンターフステークスなどここまでグレードレース3勝のシルヴァーマックスが3番人気。このレースでは5枠にワイズダンが入っていたがスタート直後に2枠にいた5番人気ダブルスパートナーが右に斜行、3枠・4枠の馬も順に押されて斜行。これでワイズダンも押されることになりいつものような先行策は取れなくなった。しかし慌てることなく徐々に順位を上げていき直線で先頭に立つ。いつもとは違って後ろから来たウィルコックスインに多少差を縮められたものの2馬身1/4差をつけて勝利した。
そして大一番のサンタアニタ競馬場でのBCマイルを迎える。ワイズダンは2.8倍の1番人気。クイーンエリザベス2世ステークスなどG1競走3勝でフランケルのライバルの一頭として知られるエクセレブレーションが2番人気、モーリスドギース賞連覇・ムーランドロンシャン賞勝ちのムーンライトクラウドが3番人気、グレードレース2連勝中のオブヴィアスリーが4番人気、前年のケンタッキーダービー馬アニマルキングダムが5番人気だった。レースはオブヴィアスリーが逃げ、ワイズダンは定位置の3番手追走。直線に入ってもオブヴィアスリーが粘っていたがこれをかわす。後方待機策を取っていたアニマルキングダムが迫ってくるが1馬身1/2差をつけて抑え込み勝利。名実ともにアメリカの芝王者となった。
5歳時は6戦5勝でエクリプス賞年度代表馬・同最優秀古馬騸馬・同最優秀芝牡馬に選ばれる。エクリプス賞で同年に3部門制覇は1981年のジョンヘンリー以来、過去に芝馬で年度代表馬に選ばれたジョンヘンリー・コタシャーンなどはどちらも12ハロンでの活躍馬であり、芝のマイラーが年度代表馬に選ばれたのは初のことであった。

### 6歳（2013年）
6歳シーズンは4月のG1メーカーズ46マイルステークスから始動。ワイズダンは123ポンドの1.4倍で1番人気。前年のこのレースの勝者データリンクが120ポンドで2番人気、サービューフォートステークス勝ち馬で前走フランク・E・キルローマイルハンデキャップで2着のサイレンティーノが118ポンドで3番人気。レースはいつものように3番手追走。ストレートで逃げるサイレンティーノをかわして先頭に立つ。後ろからデータリンクが迫ってくるが1馬身の差を保ったままゴール。
次走は芝では初めての9ハロン戦となる5月のG1ウッドフォードリザーブ・ターフクラシック。ワイズダンは124ポンドのトップハンデで1.6倍の1番人気。フェアグラウンズハンデキャップなどここまでグレードレース3勝のオプティマイザーが120ポンドで2番人気、前年のシューメーカーマイルステークス勝ち馬ジェラニモが122ポンドで3番人気。レースはいつもの通り3番手追走。ストレートで先頭に立って2着オプティマイザーに4馬身3/4差つけて楽勝。
翌6月は前々年の転機となったファイヤークラッカーハンデに出走。ワイズダンはこれまでで最も重い128ポンドを課されるが当然の1番人気。前年のコモンウェルスターフステークス勝ちのリーが2番人気。レースは4番手追走からストレートで先頭に立ってリーに2馬身差をつけての勝利。1ヶ月半の間を空けて去年と同じフォースターデイヴハンデに出走。ここも1番人気で、3番手追走から抜け出して3番人気キングクリーサに1馬身1/4差つけて連覇達成。
そして9月のウッドバインマイル。ワイズダンは1.25倍の1番人気。この年のシューメーカーマイルの2着馬ザアプローヴァルが2番人気、英国馬トレードストームが3番人気だった。レースはいつもの通り3番手追走から直線抜け出しでザアプローヴァルに3馬身1/2差付けての優勝。連覇を達成。
続けてこちらも連覇がかかる10月のシャドウェルターフマイルに出走。1.5倍の1番人気。前年も2番人気だったシルヴァーマックスが2番人気、亜国馬ウイニングプライズが3番人気だった。このレースは前日の大雨の影響で芝コースが使えず、急遽オールウェザーでの開催となった。レースはシルヴァーマックスが逃げてワイズダンは道中で二番手に上がる。直線で追い出しにかかるが粘るシルヴァーマックスとの差は縮まらず1馬身1/4差つけられての敗北。
予想外の敗北となったが予定通り連覇を目指してBCマイルに出走。ワイズダンは1.8倍の1番人気。欧州から遠征してきたクイーンエリザベス2世ステークス勝ち馬オリンピックグローリーが2番人気、G2シティオブホープマイルステークス勝ち馬ノージェットラグが3番人気だった。レースはいつもとは違い馬群後方7番手で追走。ストレートに入ったところで3番手に上がり前を行くザアプローヴァルを追走。ザアプローヴァルが粘るが3/4馬身差して勝利。史上4頭目のBCマイル連覇を達成した。
この勝利により2年連続でエクリプス賞年度代表馬・最優秀古牡馬騸馬・最優秀芝牡馬を受賞。2年連続エクリプス賞年度代表馬は史上6頭目、2年連続で3部門受賞は史上初となった。

### 7歳（2014年）
ゴルディコヴァ以来のBCマイル3連覇を目指して翌年も現役続行。
7歳シーズンも前年と同じくメーカーズ46マイルステークスから始動。ワイズダンは123ポンドのトップハンデ・1.4倍で1番人気。ザアプローヴァルが118ポンドで2番人気。ガルフストリームパークターフハンデ勝ちのロクテが120ポンドで3番人気だった。レースは4番手追走で直線で逃げるロクテをかわして突き放す。ここで最低人気で最後方を追走していたカイグンが猛追してくるものの半馬身抑え込んで勝利。連覇を達成。
続いてこれも前年と同じターフクラシックに出走。ワイズダンは124ポンドのトップハンデで1.5倍の1番人気。前年のハリウッドダービー勝ち馬のシークアゲインが122ポンドで2番人気、カイグンが118ポンドで3番人気だった。レースは3番手追走で、直線で先頭に立つ。内をついてきたシークアゲインと激しい競り合いになるもこれを頭差抑えて勝利。
このレースの2週間後の5月16日、ワイズダンは調教後に急に疝痛を起こした。腸ねん転と診断され、ルードアンドリドル動物病院で緊急開腹手術が行われるが無事に終わった。復帰戦は8月のG2バーナード・バルークハンデキャップとなった。レースは4番手追走で直線で先頭に立つ。後ろからオプティマイザーが追い込んでくるが鼻差抑えこんで勝利。
次走は前年2着のシャドウェルターフマイルに出走。シークアゲインが2番人気、カイグンが3番人気だった。レースではワイズダンは珍しく出遅れてしまい、道中は6番手追走となる。直線に入ったところで4番手まで上がり、前を追いかけてキングエドワードステークス勝ちのグランドアーチを1馬身差し切って勝利。
次走についてロプレスティは3連覇のかかるBCマイルではなく、BCクラシックに出すことを考えていた。しかしシャドウェルターフマイルの8日後に右前脚首に軽度の骨折が判明し、BCクラシック制覇もBCマイル3連覇も夢と消えた。その後も復帰を目指して調教が続けられていたものの、1年後に今度は骨折とは別の個所に屈腱炎を発症。2015年9月7日に引退が発表され、10月3日にキーンランド競馬場で引退式が行われた。
引退後はケンタッキー州にあるロプレスティ所有の牧場で兄サクセスフルダンと共に過ごし
、2019年に功労馬保護団体オールドフレンズに引き継がれた。
2016年にはカナダ競馬殿堂に選出された。またワイズダンの功績を称えてファイヤークラッカーハンデがワイズダンステークスと改称された。
そして2020年にアメリカ殿堂入りした。

### 競走成績
| 出走日     | 競馬場                 | 競走名                    | 格 | 頭数 | 人気 | 着順 | 騎手           | 斤量（ポンド） | 距離   | 馬場状態 | タイム   | 着差     | 1着（2着）馬          | 出典        |
| ---------- | ---------------------- | ------------------------- | -- | ---- | ---- | ---- | -------------- | -------------- | ------ | -------- | -------- | -------- | --------------------- | ----------- |
| 2010. 2.26 | ターフウェイパーク     | 未勝利                    |    | 11頭 | 2人  | 05着 | F.デラクルズ   | 122            | AW6.5F | 速       | ―        | 4 1/2身  | Flight                | [ Race 1 ]  |
| 3.27       | ターフウェイパーク     | 未勝利                    |    | 7頭  | 1人  | 01着 | J.マッキー     | 122            | AW6F   | 速       | 1:10.68  | 15 1/4身 | （Mo'millions）       | [ Race 2 ]  |
| 5. 1       | チャーチルダウンズ     | オプショナルクレーミング  |    | 8頭  | 4人  | 01着 | J.ルパルー     | 118            | D6F    | 不良     | 1:09.55  | 3 1/2身  | （Macjoey）           | [ Race 3 ]  |
| 10. 8      | キーンランド           | フェニックスS             | G3 | 11頭 | 4人  | 01着 | R.ベハラーノ   | 116            | AW6F   | 速       | 1:09.20  | 1/2身    | （Hollywood Hit）     | [ Race 4 ]  |
| 11. 6      | チャーチルダウンズ     | BCスプリント              | G1 | 12頭 | 6人  | 06着 | R.ベハラーノ   | 124            | D6F    | 速       | ―        | 2 1/2身  | Big Drama             | [ Race 5 ]  |
| 11.25      | チャーチルダウンズ     | オプショナルクレーミング  |    | 6頭  | 1人  | 01着 | J.ルパルー     | 118            | D8F    | 不良     | 1:37.01  | 1身      | （Glenwood Canyon）   | [ Race 6 ]  |
| 2011. 4.16 | キーンランド           | コモンウェルスS           | G2 | 5頭  | 1人  | 04着 | J.ルパルー     | 118            | AW7F   | 速       | ―        | 5身      | Aikenite              | [ Race 7 ]  |
| 5. 6       | チャーチルダウンズ     | アリシーバS               | G3 | 9頭  | 6人  | 08着 | J.ルパルー     | 117            | D8.5F  | 速       | ―        | 4 1/4身  | First Dude            | [ Race 8 ]  |
| 6.10       | チャーチルダウンズ     | オプショナルクレーミング  |    | 6頭  | 1人  | 04着 | J.ルパルー     | 119            | D7F    | 速       | ―        | 2 1/4身  | Native Ruler          | [ Race 9 ]  |
| 7. 4       | チャーチルダウンズ     | ファイアークラッカーH     | G2 | 10頭 | 7人  | 01着 | J.コート       | 115            | T8F    | 堅良     | R1:34.59 | 2 3/4身  | （Baryshnikov）       | [ Race 10 ] |
| 9. 9       | プレスクアイルダウンズ | プレスクアイルマイルS     |    | 11頭 | 2人  | 01着 | J.コート       | 124            | AW8F   | 速       | 1:35.63  | 1/2身    | （Jimmy Simms）       | [ Race 11 ] |
| 10. 8      | キーンランド           | シャドウェルターフマイルS | G1 | 8頭  | 3人  | 04着 | J.コート       | 126            | T8F    | 堅良     | ―        | 1 3/4身  | Gio Ponti             | [ Race 12 ] |
| 10.29      | キーンランド           | ファイエットS             | G2 | 10頭 | 2人  | 01着 | J.ルパルー     | 119            | AW9F   | 速       | 1:48.72  | 4身      | （Ioya Bigtime）      | [ Race 13 ] |
| 11.25      | チャーチルダウンズ     | クラークH                 | G1 | 13頭 | 2人  | 01着 | J.ヴェラスケス | 120            | D9F    | 速       | 1:48.95  | 3 3/4身  | （Mission Impazible） | [ Race 14 ] |
| 2012. 4.22 | キーンランド           | ベンアリS                 | G3 | 7頭  | 1人  | 01着 | J.ヴェラスケス | 123            | AW9F   | 速       | R1:46.63 | 10 1/2身 | （Big Blue Kitten）   | [ Race 15 ] |
| 6.16       | チャーチルダウンズ     | スティーヴンフォスターH   | G1 | 8頭  | 1人  | 02着 | J.ヴェラスケス | 123            | D9F    | 速       | ―        | アタマ   | Ron the Greek         | [ Race 16 ] |
| 8.11       | サラトガ               | フォースターデイヴH       | G2 | 7頭  | 1人  | 01着 | J.ヴェラスケス | 119            | T8F    | 稍重     | 1:37.30  | 5身      | （Corporate Jungle）  | [ Race 17 ] |
| 9.16       | ウッドバイン           | ウッドバインマイルS       | G1 | 9頭  | 1人  | 01着 | J.ヴェラスケス | 121            | T8F    | 堅良     | 1:34.07  | 3 1/4身  | （Hunters Bay）       | [ Race 18 ] |
| 10. 6      | キーンランド           | シャドウェルターフマイルS | G1 | 12頭 | 1人  | 01着 | J.レスカーノ   | 126            | T8F    | 堅良     | 1:34.94  | 2 1/4身  | （Willcox Inn）       | [ Race 19 ] |
| 11. 3      | サンタアニタ           | BCマイル                  | G1 | 9頭  | 1人  | 01着 | J.ヴェラスケス | 126            | T8F    | 堅良     | R1:31.78 | 1 1/2身  | （Animal Kingdom）    | [ Race 20 ] |
| 2013. 4.12 | キーンランド           | メーカーズ46マイルS       | G1 | 5頭  | 1人  | 01着 | J.レスカーノ   | 123            | T8F    | 堅良     | 1:36.37  | 1身      | （Data Link）         | [ Race 21 ] |
| 5. 4       | チャーチルダウンズ     | ターフクラシックS         | G1 | 7頭  | 1人  | 01着 | J.レスカーノ   | 124            | T9F    | 稍重     | 1:51.84  | 4 3/4身  | （Optimizer）         | [ Race 22 ] |
| 6.29       | チャーチルダウンズ     | ファイアークラッカーH     | G2 | 5頭  | 1人  | 01着 | J.ヴェラスケス | 128            | T8F    | 稍重     | 1:39.82  | 2身      | （Lea）               | [ Race 23 ] |
| 8.10       | サラトガ               | フォースターデイヴH       | G2 | 6頭  | 1人  | 01着 | J.ヴェラスケス | 129            | T8F    | 良       | 1:34.00  | 1 1/4身  | （King Kreesa）       | [ Race 24 ] |
| 9.15       | ウッドバイン           | ウッドバインマイルS       | G1 | 6頭  | 1人  | 01着 | J.ヴェラスケス | 124            | T8F    | 堅良     | R1:31.75 | 3 1/2身  | （Za Approval）       | [ Race 25 ] |
| 10. 5      | キーンランド           | シャドウェルターフマイルS | G1 | 10頭 | 1人  | 02着 | J.ヴェラスケス | 126            | AW8.5F | 速       | ―        | 1 1/4身  | Silver Max            | [ Race 26 ] |
| 11. 2      | サンタアニタ           | ブリーダーズCマイル       | G1 | 10頭 | 1人  | 01着 | J.レスカーノ   | 126            | T8F    | 堅良     | 1:32.47  | 3/4身    | （Za Approval）       | [ Race 27 ] |
| 2014. 4.11 | キーンランド           | メーカーズ46マイルS       | G1 | 6頭  | 1人  | 01着 | J.ヴェラスケス | 126            | T8F    | 堅良     | 1:34.91  | 3/4身    | （Kaigun）            | [ Race 28 ] |
| 5. 3       | チャーチルダウンズ     | ターフクラシックS         | G1 | 10頭 | 1人  | 01着 | J.ヴェラスケス | 123            | T9F    | 堅良     | 1:47.73  | アタマ   | （Seek Again）        | [ Race 29 ] |
| 8.30       | サラトガ               | バーナードバルークH       | G2 | 9頭  | 1人  | 01着 | J.ヴェラスケス | 124            | T8.5F  | 堅良     | 1:39.08  | ハナ     | （Optimizer）         | [ Race 30 ] |
| 10. 4      | キーンランド           | シャドウェルターフマイルS | G1 | 8頭  | 1人  | 01着 | J.ヴェラスケス | 127            | T8F    | 良       | 1:35.62  | 1身      | （Grand Arch）        | [ Race 31 ] |

## 評価
既述のとおり、2年連続でエクリプス賞年度代表馬・最優秀牡馬騸馬・最優秀芝牡馬に選ばれている。2年連続三部門受賞は史上唯一。
ワールド・サラブレッド・ランキングでは2011年には121ポンドで38位 、2012年は129ポンドで5位（アメリカ馬では1位） 、2013年は129ポンドでブラックキャビア・トレヴに次ぐ3位、2014年は124ポンドで11位となっている。
その圧倒的な強さは誰もが認める所であったが、一方でその強さがゆえに「なぜもっと長い距離ないしダート競走に挑戦しないのか?」という声もあった。
これに対してフィンクとロプレスティもワイズダンをダート競走に出すことを検討していたが、実現せずに終わった。

## 血統表
| ワイズダンの血統                      | ワイズダンの血統                                                                | ワイズダンの血統                                                                | （血統表の出典）                                                                | （血統表の出典） |
| 父系                                  | ストームキャット系                                                              | ストームキャット系                                                              | ストームキャット系                                                              | [ § 2 ]          |
| 父 Wiseman's Ferry 1999 栗毛 アメリカ | 父の父ヘネシー 1993 栗毛 アメリカ                                               | Storm Cat                                                                       | Storm Bird                                                                      | Storm Bird       |
| 父 Wiseman's Ferry 1999 栗毛 アメリカ | 父の父ヘネシー 1993 栗毛 アメリカ                                               | Storm Cat                                                                       | Terlingua                                                                       |                  |
| 父 Wiseman's Ferry 1999 栗毛 アメリカ | 父の父ヘネシー 1993 栗毛 アメリカ                                               | Isrand Kitty                                                                    | Hawaii                                                                          | Hawaii           |
| 父 Wiseman's Ferry 1999 栗毛 アメリカ | 父の父ヘネシー 1993 栗毛 アメリカ                                               | Isrand Kitty                                                                    | T.C.Kitten                                                                      |                  |
| 父 Wiseman's Ferry 1999 栗毛 アメリカ | 父の母Emmaus 1994 栗毛 アメリカ                                                 | Silver Deputy                                                                   | Deputy Minister                                                                 | Deputy Minister  |
| 父 Wiseman's Ferry 1999 栗毛 アメリカ | 父の母Emmaus 1994 栗毛 アメリカ                                                 | Silver Deputy                                                                   | Silver Valley                                                                   |                  |
| 父 Wiseman's Ferry 1999 栗毛 アメリカ | 父の母Emmaus 1994 栗毛 アメリカ                                                 | La Affirmed                                                                     | Affirmed                                                                        | Affirmed         |
| 父 Wiseman's Ferry 1999 栗毛 アメリカ | 父の母Emmaus 1994 栗毛 アメリカ                                                 | La Affirmed                                                                     | La Mesa                                                                         |                  |
| 母 Lisa Danielle 1994 栗毛 アメリカ   | 母の父Wolf Power 1978 南アフリカ                                                | Flirting Around                                                                 | Round Table                                                                     | Round Table      |
| 母 Lisa Danielle 1994 栗毛 アメリカ   | 母の父Wolf Power 1978 南アフリカ                                                | Flirting Around                                                                 | Happy Flirt                                                                     |                  |
| 母 Lisa Danielle 1994 栗毛 アメリカ   | 母の父Wolf Power 1978 南アフリカ                                                | Pandora                                                                         | Casabianca                                                                      | Casabianca       |
| 母 Lisa Danielle 1994 栗毛 アメリカ   | 母の父Wolf Power 1978 南アフリカ                                                | Pandora                                                                         | Blue Siren                                                                      |                  |
| 母 Lisa Danielle 1994 栗毛 アメリカ   | 母の母Askmysecretary 1982 鹿毛 アメリカ                                         | Secretariat                                                                     | Bold Ruler                                                                      | Bold Ruler       |
| 母 Lisa Danielle 1994 栗毛 アメリカ   | 母の母Askmysecretary 1982 鹿毛 アメリカ                                         | Secretariat                                                                     | Somethingroyal                                                                  |                  |
| 母 Lisa Danielle 1994 栗毛 アメリカ   | 母の母Askmysecretary 1982 鹿毛 アメリカ                                         | ラキオーラ                                                                      | Lyphard                                                                         | Lyphard          |
| 母 Lisa Danielle 1994 栗毛 アメリカ   | 母の母Askmysecretary 1982 鹿毛 アメリカ                                         | ラキオーラ                                                                      | Kalila                                                                          |                  |
| 母系(F-No.)                           | (FN:5-f)                                                                        | (FN:5-f)                                                                        | (FN:5-f)                                                                        | [ § 3 ]          |
| 5代内の近親交配                       | Secretariat 5 x 3、Round Table 5 x 4、Princequillo 5 x 5、Northern Dancer 5 x 5 | Secretariat 5 x 3、Round Table 5 x 4、Princequillo 5 x 5、Northern Dancer 5 x 5 | Secretariat 5 x 3、Round Table 5 x 4、Princequillo 5 x 5、Northern Dancer 5 x 5 | [ § 4 ]          |
| 出典                                  | 1. 2. 3. 4.                                                                     | 1. 2. 3. 4.                                                                     | 1. 2. 3. 4.                                                                     | 1. 2. 3. 4.      |

父 Wiseman's Ferry は現役時代16戦4勝でG3を2勝している。種牡馬としてはワイズダン以外にはG2を3勝、ワイズダンが連覇した2012年・2013年のウッドバインマイルで2年連続4着に入った Riding the River を出し、2015年に16歳で死去した。
母 Lisa Danielle はワイズダンと同じく現役時代はフィンクの持ち馬として走って7戦1勝。ちなみに Lisa Danielle という馬名はフィンクの孫娘から取られたそうである。1歳上の半兄 Successful Dan（父 Successful Appeal）はグレードレース4勝の活躍馬で2010年のクラークハンデキャップでは1着入線したが3着に降着になっている。他にもホイットニーハンデキャップで2着などG1でも健闘した。
母父 Wolf Power は南アフリカ産馬で同国の年度代表馬にも選ばれたことがある。1984年にアメリカに輸入されて種牡馬として38のステークスウィナーを出して成功を収めた。代表産駒としては1993年のサンタモニカハンデキャップに優勝した Freedom Cry がいる。
牝系では、母の半姉 Carsona はハリウッドオークス3着馬でその仔にグレードレース2勝の Siphon City。曾祖母ラキオーラはフランス産馬で後に日本に輸入されている。ラキオーラの半兄に1973年の仏ダービー馬 Roi Lear、四代母 Kalila のひ孫にリュパン賞勝ちの Cudas、同じく Kalila のひ孫にG2時代のオペラ賞連覇などグレードレース5勝の Athyka、ラキオーラのひ孫に2019年中日新聞杯勝ち馬のサトノガーネットなどがいる。